# 캉탈 (치즈)
캉탈(프랑스어: cantal)은 프랑스 오베르뉴 지방의 캉탈주에서 생산하는 소젖 치즈이다.